# Batalha de Tali-Ihantala
Batalha de Tali-Ihantala (25 de junho a 9 de julho de 1944) foi parte da Guerra de Continuação Finlandesa-Soviética (1941-1944), que ocorreu durante a Segunda Guerra Mundial. A batalha foi travada entre as forças finlandesas - usando material de guerra fornecido pela Alemanha - e as forças soviéticas. Até o momento, é a maior batalha da história dos países nórdicos.
A batalha marcou um ponto na ofensiva soviética quando as forças finlandesas impediram os soviéticos de obter ganhos significativos. Anteriormente, em Siiranmäki e Perkjärvi, os finlandeses pararam o avanço das forças soviéticas. As forças finlandesas alcançaram uma vitória defensiva contra todas as adversidades.
Depois que os soviéticos falharam em criar qualquer avanço em Tali-Ihantala, Vyborg Bay ou Vuosalmi, a Frente Soviética de Leningrado iniciou a transferência previamente planejada de tropas do istmo da Carélia para apoiar o Ofensiva de Narva, onde encontraram uma resistência particularmente feroz. Embora a Frente de Leningrado não tenha conseguido avançar para a Finlândia conforme ordenado pelo Stavka, alguns historiadores afirmam que a ofensiva acabou forçando a Finlândia a sair da guerra.

## Perdas

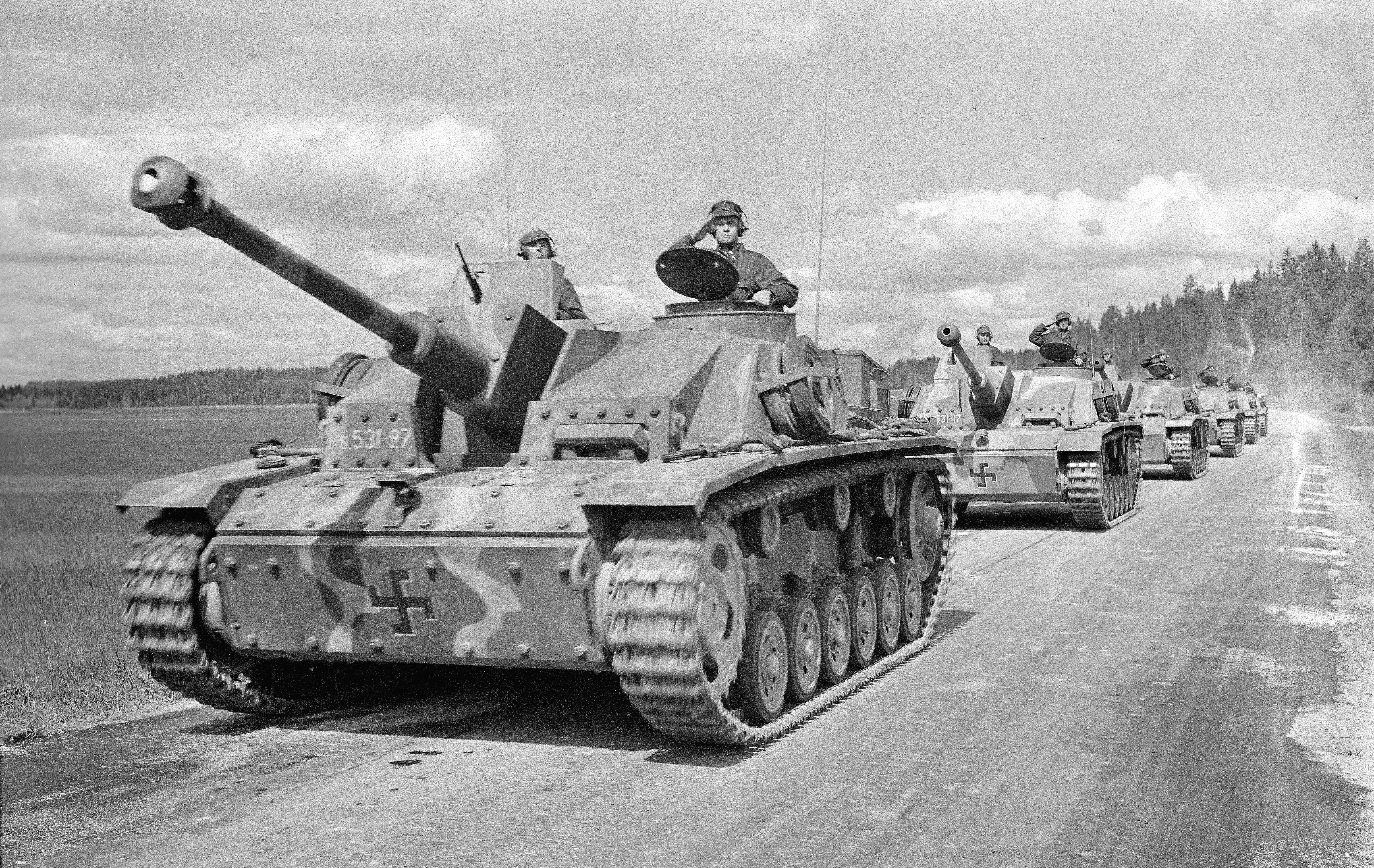
Finlandês StuG III Ausf. armas de assalto G.

Fontes finlandesas estimam que o exército soviético perdeu cerca de 600 tanques na Batalha de Tali-Ihantala, principalmente para ataques aéreos, artilharia e armas de defesa aproximada. Entre 284 e 320 aeronaves soviéticas foram abatidas. Estudos modernos sugerem que as perdas de aeronaves soviéticas foram muito menores. Cerca de 200 de 9 a 30 de junho e cerca de 80 de 1 a 19 de julho. Por exemplo, o 13º Exército Aéreo e o VVS KBF perderam, de acordo com fontes soviéticas, apenas 23 aviões bombardeiros de 9 de junho a 19 de julho no istmo da Carélia. Os finlandeses capturaram apenas 25 tripulantes soviéticos no istmo da Carélia durante todo o verão de 1944. Esses números também não sugerem perdas de aeronaves soviéticas tão altas quanto as alegadas pelos finlandeses.

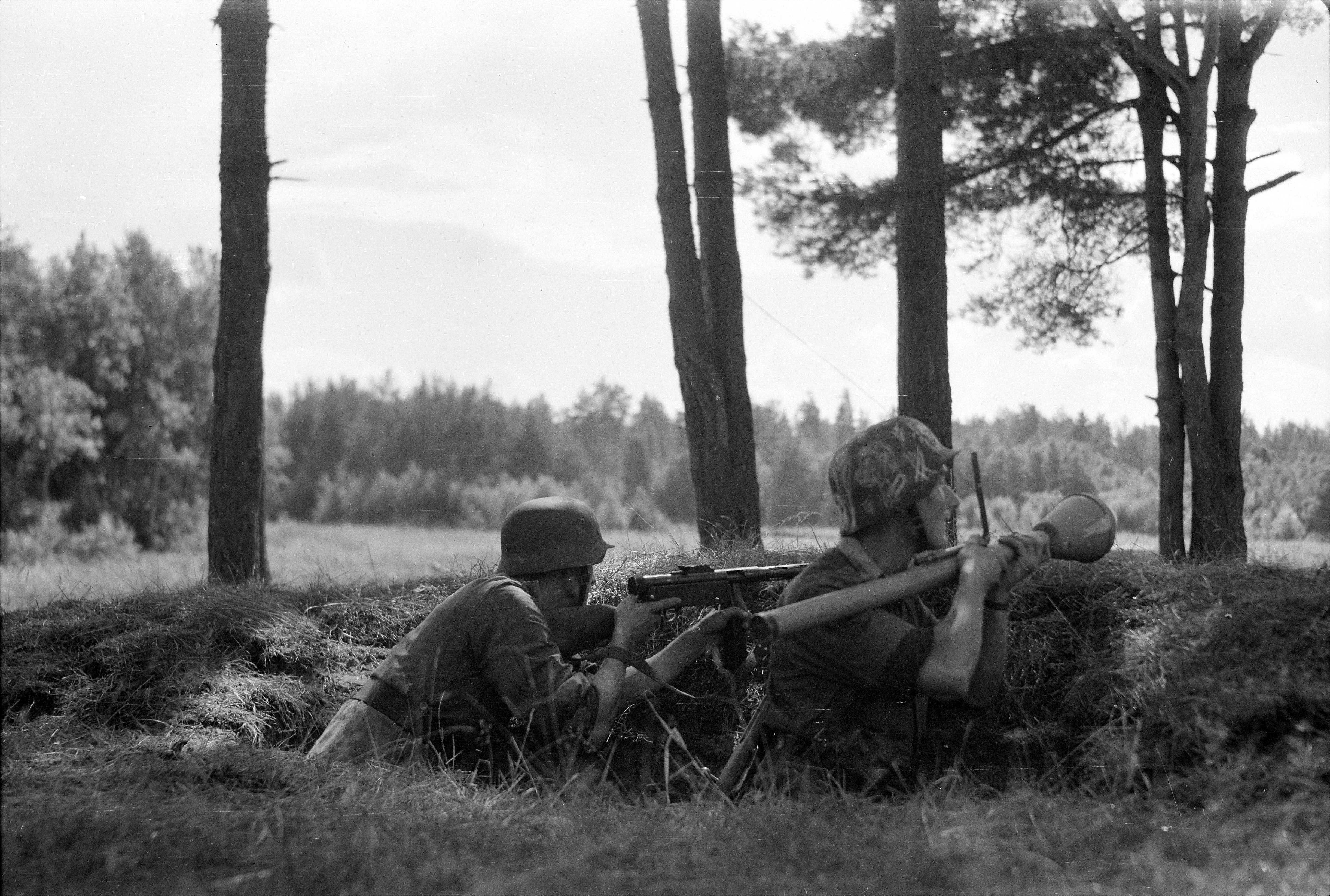
Soldados finlandeses em uma trincheira. Um dos soldados está segurando um Panzerfaust

O exército finlandês relatou que 8 561 homens foram feridos, desaparecidos e/ou mortos em ação. De acordo com o historiador finlandês Ohto Manninen, os soviéticos relataram suas perdas em cerca de 18 000 a 22 000 mortos ou feridos, com base nos relatórios diários e de 10 dias do 21º Exército soviético. A incerteza sobre as baixas surge do fato de que 25% das forças do 21º Exército não participaram da batalha. Além das perdas do 21º Exército Soviético, o 6º Corpo de Fuzileiros do 23º Exército Soviético que atacou a leste do 21º Exército perto da hidrovia Vuoksi sofreu 7 905 baixas, das quais 1 458 foram mortos em ação (KIA) e 288 ausente em ação(MIA), sem ter em conta as perdas das suas formações de apoio.

## Impacto

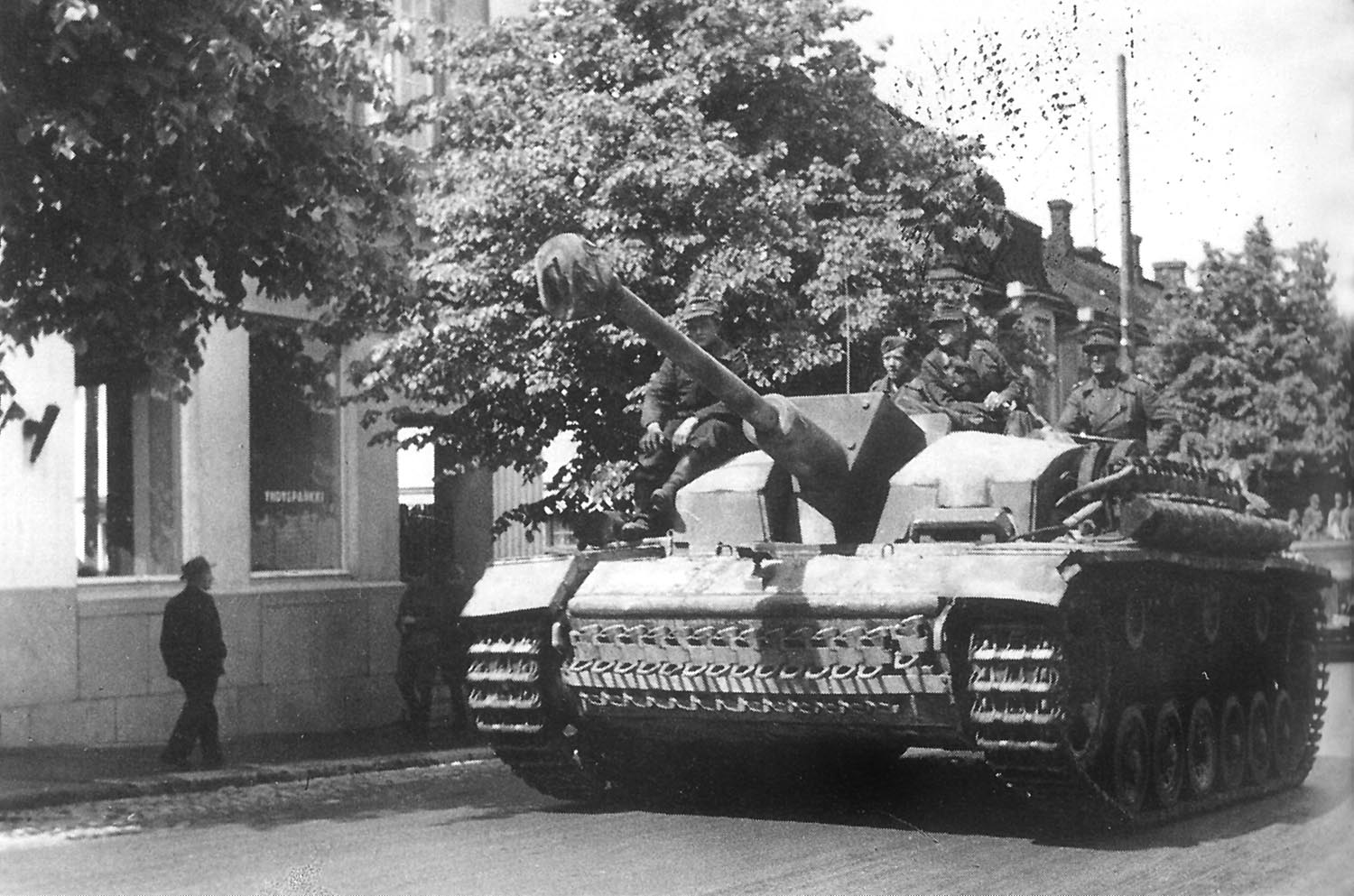
Sturmgeschütz-Brigada 303 em movimento na cidade de Lappeenranta.

O cessar-fogo entre a União Soviética e a Finlândia começou às 07h00 do dia 4 de setembro de 1944, embora nas 24 horas seguintes o Exército Vermelho não o tenha cumprido.
De acordo com os historiadores Jowett & Snodgrass, Mcateer, Lunde e Alanen & Moisala, a Batalha de Tali–Ihantala, junto com outras vitórias finlandesas (nas batalhas de Vyborg Bay, Vuosalmi, Nietjärvi e Ilomantsi ) alcançadas durante o período, finalmente convenceu a liderança soviética de que conquistar a Finlândia estava sendo difícil e não valia o custo; a batalha foi possivelmente a batalha mais importante travada na Guerra de Continuação, pois determinou em grande parte o resultado final da guerra, permitindo que a Finlândia concluísse a guerra com termos relativamente favoráveis e continuar sua existência como uma nação autônoma, democrática e independente. Pesquisadores finlandeses afirmam que fontes soviéticas, como entrevistas com prisioneiros de guerra, provam que os soviéticos pretendiam avançar até Helsinque. Também existia uma ordem de Stavka para avançar muito além das fronteiras de 1940.

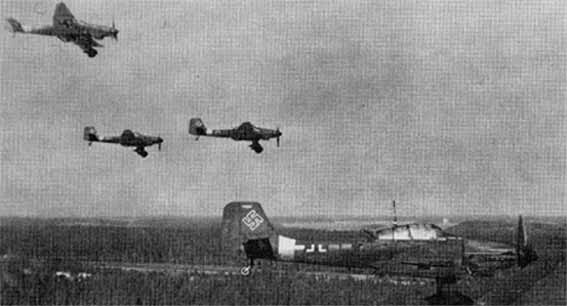
Os Stukas do Esquadrão de Batalha Kuhlmey retornando da missão no Istmo da Carélia no final de junho de 1944.

De acordo com Lunde, uma das razões que levaram ao fracasso soviético foi que os finlandeses conseguiram interceptar as mensagens de rádio soviéticas e alertar e incitar o exército finlandês a apresentar uma defesa firmemente decidida. Além disso, a existência da linha de defesa finlandesa Salpa foi um fator importante nas negociações de paz no outono de 1944.